# Dead-On-Arrival-Garantie
Als Dead-On-Arrival-Garantie (DOA) (hier auch im Sinne von defective on arrival, engl. für defekt bei Ankunft) bezeichnet man im Elektronikhandel einen besonderen Service, den einige Hersteller ihren Kunden im Rahmen ihrer Garantie bieten. Ist ein Gerät bei der Ankunft defekt („dead on arrival“), bieten diese Hersteller an, dass sich der Käufer durch Neubestellung kurzfristig einen Ersatz für das Gerät beschaffen kann und das defekte Gerät entsprechend gutgeschrieben wird. 
Durch den schnellen Erhalt eines neuen Gerätes im Austausch gegen das alte entfällt die Wartezeit bis zur Reparatur des defekten Produkts. Damit soll den Erwartungen des Kunden entsprochen werden, dass ein bereits von Anfang an defektes Gerät schnell und unbürokratisch ersetzt wird.
Wenn kein Gewährleistungsausschluss vereinbart wurde, hat der Käufer nach deutschem Kaufrecht im DOA-Fall einen gesetzlichen Anspruch auf Nacherfüllung und damit nach Wahl des Käufers auf den Austausch oder Reparatur der defekten Ware. Unabhängig davon wird eine DOA-Regelung vielfach vom Hersteller der Ware angeboten.
Zu beachten sind hierbei die Unterschiede zwischen Garantie und Gewährleistung.